# Joaquim Pires
Joaquim Pires é um município brasileiro do estado do Piauí.

## História
A história do município se inicia quando o Coronel Cândido Rodrigues chega a região, atraído pela riqueza hídrica e potencialidades do terreno fértil da região, logo fundou uma fazenda de gado, a qual chamava-se Porteirinha. Com o progresso advindo das atividades agropecuárias logo a região começou a ser povoada por imigrantes portugueses.

O município surgiu por desmembramento de Buriti dos Lopes, no ano de 1960, tendo a sua sede distrital instalada no dia 28 de dezembro de 1960.

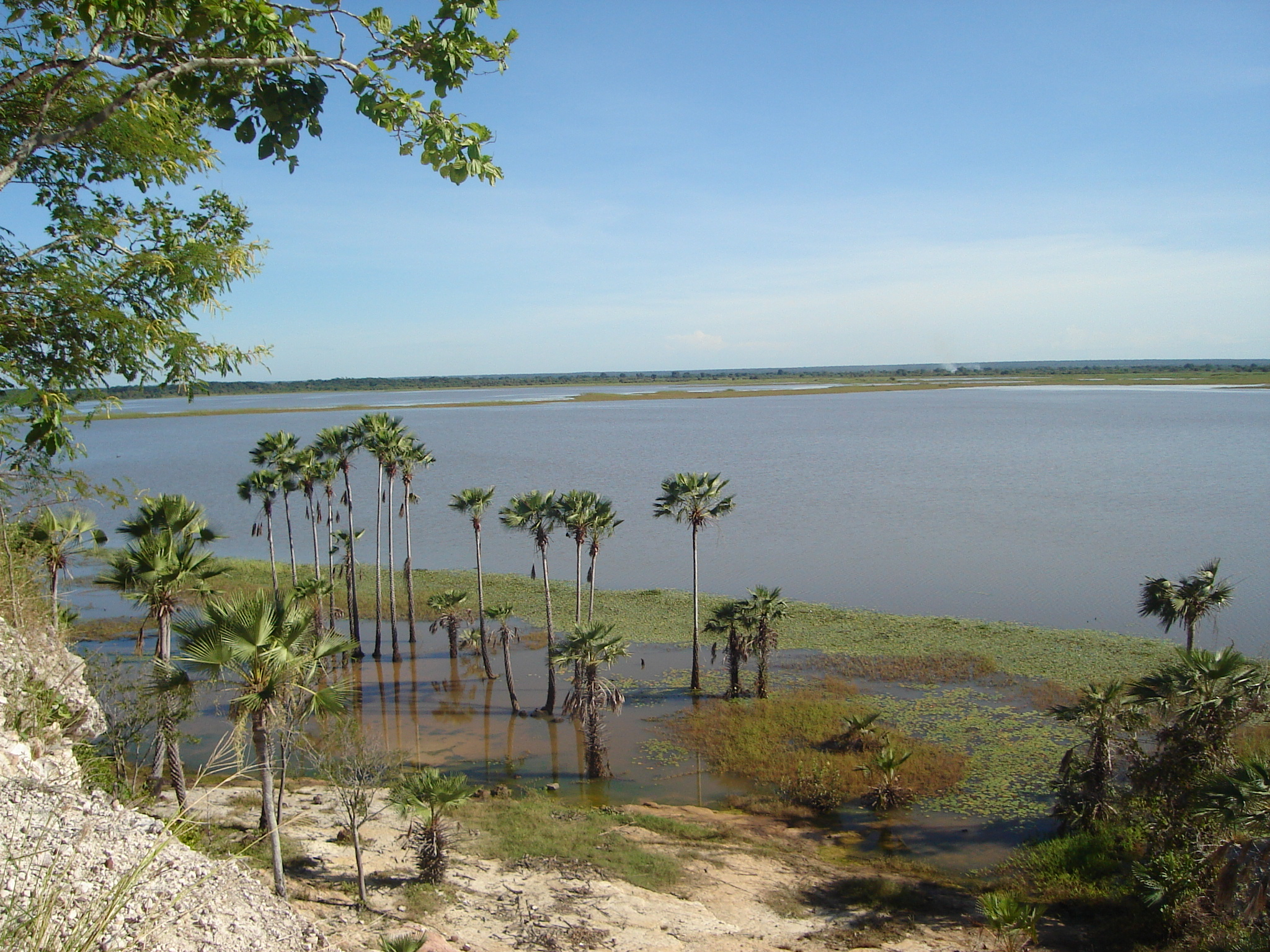
Lagoa do Cajueiro

## Geografia
Localiza-se a uma latitude 03º30'30" sul e a uma longitude 42º11'52" oeste, estando a uma altitude média de 7 metros. Segundo a contagem da população realizada pelo IBGE em 2010, Joaquim Pires possui uma população total de 13.817 habitantes.

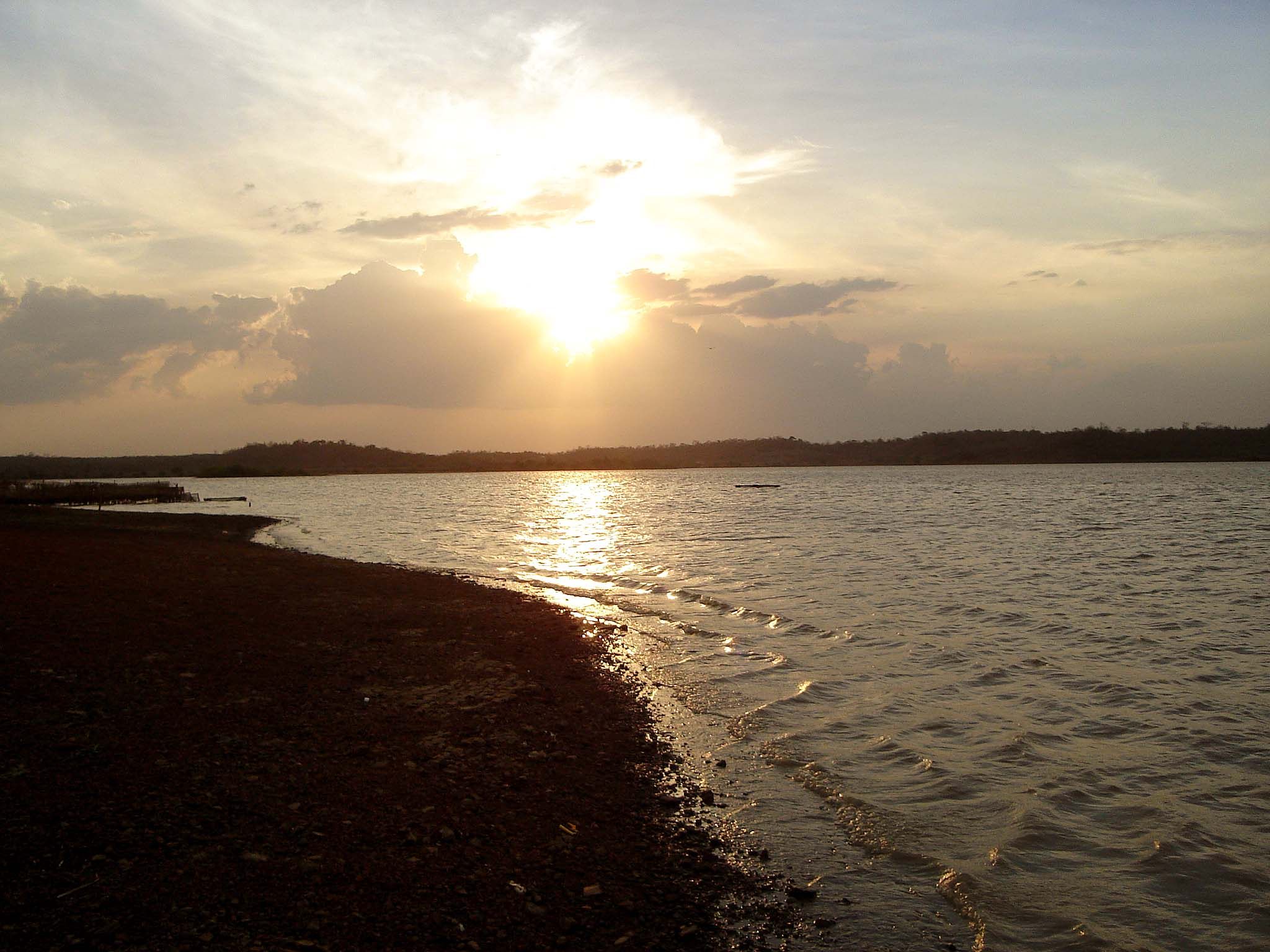
Pôr do Sol na Lagoa do Cajueiro

Além disso possui diversas belezas naturais como a belíssima Lagoa do Cajueiro, eleita uma das Sete Maravilhas do Piauí, a aconchegante Ilha do Cajueiro e também a exuberante Pedra Branca.

### Clima
No município de Joaquim Pires predomina o clima Tropical subúmido úmido, com duração do período seco de seis meses com variações de temperatura entre 27 °C e 35 °C.

## Economia
A população em sua maioria vive da agricultura, pecuária e pesca.